# Qasr Hammam As Sarah
Qasr Hammam As-Sarah, Assarah o as-Sarakh es un hammam o baño árabe localizado en Jordania, a unos dos kilómetros al este del Qasr al-Hallabat. Es una de las construcciones que forman parte de los llamados castillos del desierto. El diseño de los baños muestra similitudes con el diseño de Qusair Amra, otro de los castillos del desierto. En la actualidad se están restaurando muchos de los mosaicos y esculturas que lo adornaban. El diseño consiste en un apodyterium (vestuarios), un tepidarium (habitación tibia) y un caldarium (habitación caliente).
- Datos: Q3774905
- Multimedia: Hammam al-Sarah / Q3774905